# Карлос Септьєн
Карлос Септьєн Гонсалес (ісп. Carlos Septién Gonzalez, 18 січня 1923 — 1978) — мексиканський футболіст, що грав на позиції нападника, зокрема, за клуб «Реал Еспанья», а також національну збірну Мексики. Дворазовий чемпіон Мексики. Володар Кубку Мексики.

## Клубна кар'єра
У футболі дебютував 1942 року виступами за команду «Реал Еспанья», в якій провів вісім сезонів. 
Протягом 1950—1951 років захищав кольори команди «Атланте».
Завершив професійну ігрову кар'єру у клубі «Тампіко Мадеро», за команду якого виступав протягом 1951—1954 років.

## Виступи за збірну
1947 року дебютував в офіційних матчах у складі національної збірної Мексики. Протягом кар'єри у національній команді провів у її формі 13 матчів, забивши 6 голів.
У складі збірної був учасником :чемпіонату світу 1950 року у Бразилії, де зіграв з Бразилією (0-4).
Був присутній в заявці збірної на чемпіонаті світу 1954 року у Швейцарії, але на поле не виходив.
Помер у 1978 році.

## Титули і досягнення
- Чемпіон Мексики (2):

«Реал Еспанья»: 1944-1945
«Тампіко Мадеро»: 1952-1953
- Володар Кубку Мексики (1):

«Атланте»: 1950-1951
- Переможець Чемпіонату НАФК: 1947, 1949